# Спаси и сохрани (фильм, 2000)
«Спаси́ и сохрани́» — триллер американского режиссёра Чака Рассела.

## Сюжет
Спокойная и размеренная жизнь Мэгги О’Коннор превращается в сплошной кошмар, когда она узнаёт, что её приемная дочь, одарённая сверхъестественными способностями, становится объектом преследования секты сатанистов, выбравших девочку для кровавого жертвоприношения. Мэгги, собрав всю свою волю и храбрость, отчаянно защищает свою маленькую дочь от сил зла, на протяжении многих веков ожидавших своего шанса…

## В ролях
| Актёр          | Роль            |
| -------------- | --------------- |
| Ким Бейсингер  | Мэгги О’Коннор  |
| Анджела Беттис | Дженна О’Коннор |
| Руфус Сьюэлл   | Эрик Старк      |
| Кристина Риччи | Чери Пост       |
| Димитра Арлисс | Дания           |

## Интересные факты
Слоган фильма: Mankind’s last hope just turned six.